# Battaglia per l'eternità
Battaglia per l'eternità (The Battle of Forever) è un romanzo di fantascienza del 1971 di A. E. van Vogt.

## Trama
In un lontano futuro, il genere umano ha sviluppato immensi poteri mentali, ma ha adottato una filosofia passiva e contemplativa che l'ha spinto a ridursi numericamente a soli 1000 individui estremamente longevi ed a ritirarsi in una città chiusa e nascosta dietro alla cosiddetta "barriera", affidando la conduzione della Terra a macchine automatiche e ad animali geneticamente trasformati in esseri intelligenti. Dopo lunghe discussioni Modyun, il protagonista, riceve l'incarico di uscire dalla città assieme ad una donna, Soodleel, e di verificare le condizioni della Terra e degli animali che la abitano; scopre così, attraverso una successione di colpi di scena, che poco dopo la ritirata degli esseri umani la Terra è stata conquistata da degli alieni i quali, sovvertendo le regole pacifiche ed egualitarie stabilite dagli essere umani, hanno creato una società gerarchica e la stanno militarizzando per aggredire nuovi pianeti.
Modyun, grazie ai suoi immensi poteri, è sostanzialmente intoccabile, e potrebbe facilmente rovesciare il dominio degli alieni liberando gli animali della Terra; ma è bloccato in questo dalla sua filosofia non violenta, che gli impone di non intervenire, di non agire, ed in ultima analisi di lasciarsi morire in quanto la vita non vale la pena d'essere vissuta. Modyun subisce quindi passivamente le mosse degli alieni, che distruggono la città degli umani e rapiscono Soodleel, e non si convince ad intervenire nemmeno quando scopre che la filosofia contemplativa degli uomini è stata loro inculcata proprio dagli invasori, per spingere gli esseri umani a ritirarsi nella loro città.
Quattro animali umanizzati, con i quali Modyun ha stretto amicizia, una volta scoperto che lui è uno dei mitici esseri umani onnipotenti che hanno modellato la società terrestre, si ribellano alla sua passività e lo obbligano ad intervenire, contrastando gli alieni e portando un attacco fino al remoto pianeta di origine del misterioso Comitato.
Nelle scene finali del romanzo Modyun, che si trova ora in posizione di forza rispetto agli alieni e potrebbe distruggerli, trova la forza d'animo di proporre una sintesi: non la passiva sparizione del genere umano, non la distruttiva sopraffazione degli uomini sugli alieni, ma un nuovo equilibrio, rispettoso di tutti i viventi.

## Personaggi
Modyunuomo del futuro, vive nella città dietro alla barriera. Il suo corpo è quasi completamente atrofizzato e consiste quasi della sola testa. Accetta di essere ritrasformato in un uomo del passato (Anzi, in una sua idealizzazione: alto due metri e mezzo, dalla muscolatura possente) e di uscire dalla barriera assieme alla donna Soodleel per scoprire che cosa sia accaduto sulla Terra negli ultimi 3500 anni e come vivano gli animali che gli uomini hanno reso intelligenti.
Soodleeluna donna del futuro, accetta di accompagnare Modyun nel suo viaggio di esplorazione fuori dalla barriera. Viene poi rapita dai Nunuli. Ritrovarla sarà lo scopo principale delle azioni di Modyun.
Padrone Nunulirappresentante della specie aliena dei Nunuli, segretamente al comando della Terra conquistata. Si scoprirà poi che anche i Nunuli agiscono al comando di una specie ancora più potente, gli Zouvg, al cui comando c'è il misterioso Comitato.
Il Comitatoorgano di comando della specie Zouvg, che attraverso i Nunuli scatena guerre in tutta la galassia.
Dooldnun giaguaro-uomo.
Roozbun orso-uomo.
Narrlun volpe-uomo.
Ichdohzun ippopotamo-uomo.

## Temi
Il romanzo tocca alcuni dei temi cari all'autore, tra i quali:
- I fantastici poteri mentali, in questo romanzo il "potere di indicazione", da confrontare con la "logica dei livelli" de I polimorfi o la "callidesi" de Le armi di Isher.
- La figura del monarca o dittatore benevolente: l'uomo Modyun ha poteri illimitati, ma li usa per il bene degli animali umanizzati; da confrontare con l'immortale Hedrock di Le armi di Isher.
- La non violenza: il potere di indicazione non può essere usato per offendere, ma solo per difendere; ogni suo uso causa un contraccolpo uguale e contrario; da confrontare con le pistole di Le armi di Isher, che sparano solo per difesa personale, o con il connettivismo di Crociera nell'infinito, che viene impiegato solo per difendere la nave spaziale.

## Edizioni
- (EN) A. E. van Vogt, The Battle of Forever, Ace Books, 1971.
- A. E. van Vogt, Battaglia per l'Eternità, traduzione di Ugo Malaguti, Slan. Il meglio della fantascienza n. 10, Libra Editrice, 1971.

Dal medesimo editore è stato ripubblicato anche nel 1975 e 1977.